# Burlington (Iowa)
Burlington – miasto w Stanach Zjednoczonych, w stanie Iowa, siedziba hrabstwa Des Moines.

## Demografia
W latach 1874−1929 w mieście działała sieć tramwajowa.

## Miasta partnerskie
- Barbacena, Brazylia